# فدراسیون بسکتبال جمهوری آذربایجان
فدراسیون بسکتبال جمهوری آذربایجان (انگلیسی: Azerbaijan Basketball Federation) نهاد اداره کننده ورزش بسکتبال در کشور جمهوری آذربایجان است. این فدراسیون که در سال ۱۹۹۲ تاسیس شده مقر آن در شهر باکو قرار دارد.